# Rotter Irma
Rotter Irma, Rotter Mari, Peterdy Lajosné (Kassa, 1841 – Budapest, Terézváros, 1913. április 16.) balett-táncosnő. Aranyváry Emília távozása után ő lett a Nemzeti Színház prímabalerinája, bár tehetségben elmaradt tőle.

## Életútja
Édesapja Rotter József honvédkapitány volt s mint ilyen végigküzdötte az 1848—49-es szabadságharcot, melynek végén a harcmezőn kapott sebeiben meghalt. Özvegye, Kapronczay Anna, három leány és egy fiúgyermekével maradt hátra. Kassán egy jótékonycélú műkedvelő előadáson a hat éves Irma, táncával hallatlan föltűnést keltett. Az előadást a kassai arisztokrácia rendezte és a táncok betanítására Bécsből hozatták el Mayer akkori híres táncmestert. Ennek a táncmesternek a tanácsára Kassa előkelőségei gyűjtést indítottak és a saját költségükön fölküldték Rotter Irmát Pestre, a Nemzeti Színház tánckarába, ahol neveltetéséről és taníttatásáról gondoskodtak. A fiatal növendék tizennégy esztendős korában Camipilli balletmester vezetése alatt már a Nemzeti Színház első táncosnője volt. Első önálló szerepe Verdi Guzmann Johannájának Négy évszak balletjében volt 1856. október 7-én, a tavaszt személyesítette meg. 1865-ben a bécsi udvari operához hívták meg, onnan azonban egyre hazavágyott és Radnótfáy Nagy Sámuel intendáns meghívására 1869-ben ismét visszaszerződött Pestre és január 12-én fellépett a Don Carlosban és nemsokára a legnagyobb diadalait aratta, itt 1879. március 29-én mint Sylvia (Delibes-Campilli) búcsúzott. 1885 szeptember 27-én Budapesten ment férjhez Peterdy Lajoshoz, a Magyar Földhitel Intézet osztályfőnökéhez és a Magyar Színház Részvénytársaság elnökéhez, akivel halála napjáig boldog házasságban élt. Halálát agyguta okozta. A főváros díszsírhelyet adományozott a művésznőnek a Kerepesi úti temetőben, ahol a sírt a mellszobra díszíti.

## Ismert szerepei
- Adolphe Adam–Frederico Campilli: Giselle – címszerep; Myrtha
- Daniel Auber: A portici néma – Fenella
- Léo Delibes–?: Sylvia – címszerep
- Léo Delibes–Frederico Campilli: Coppélia – Swanilda
- Franz Doppler-Frederico Campilli: A szerelmes ördög –
- Jean Schneitzhoeffer–?: A szilfid – Effie
- Matthias Strebinger–Pasquale Borri: Farsangi kalandok – Fifine
- Giuseppe Verdi–Frederico Campilli: A négy évszak – a Tavasz
- ?–Frederico Campilli: Peregrina – Fehér gyöngy

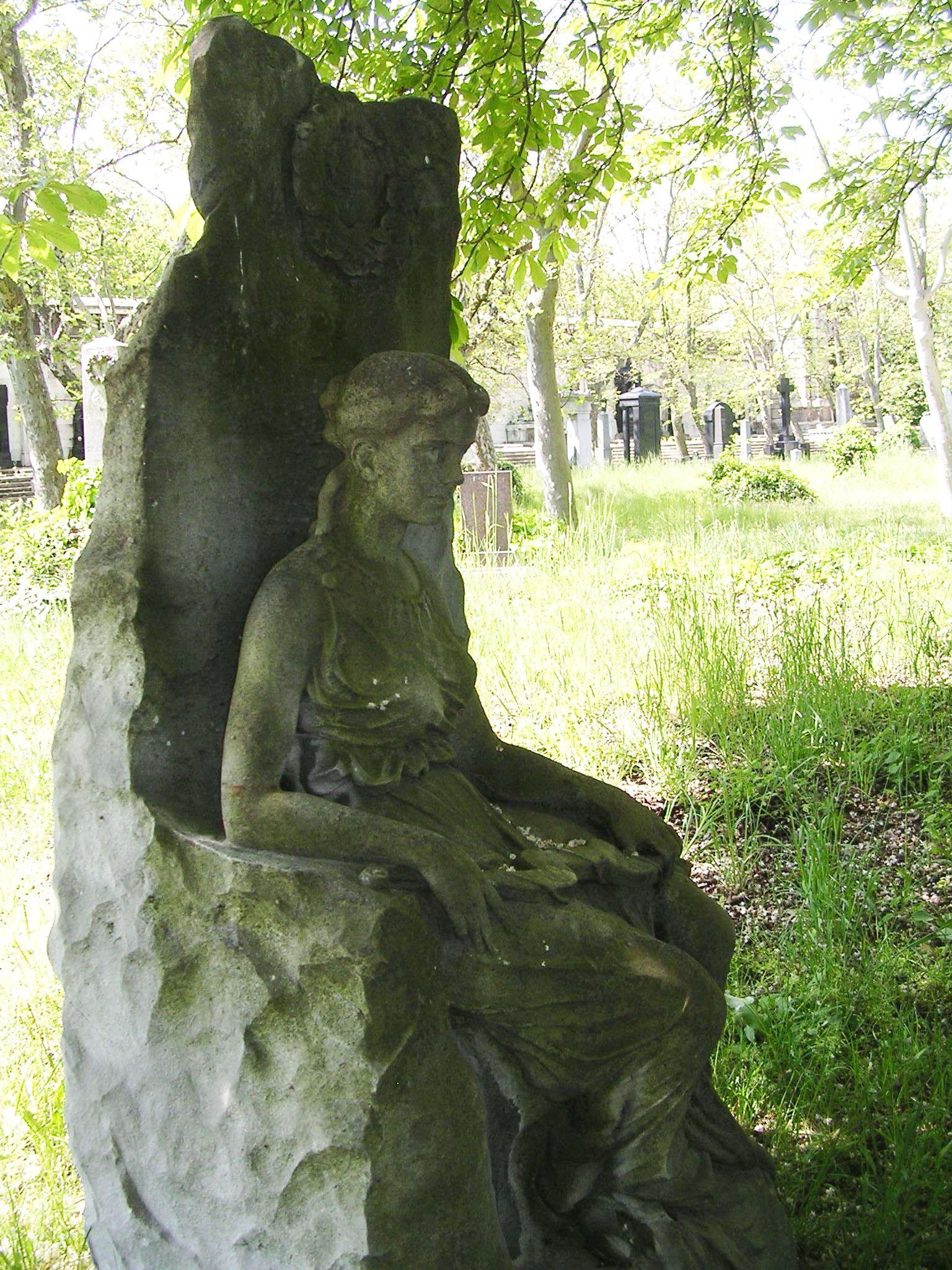
Férjével, Peterdy Lajossal közös sírja a Fiumei úti sírkertben (18/1-1-23)